# مارتن بيرنهارت
مارتن بيرنهارت (بالألمانية: Martin Bernhardt)‏ هو طبيب أعصاب وطبيب ألماني، ولد في 10 أبريل 1844 في بوتسدام في ألمانيا، وتوفي في 17 مارس 1915 في برلين في ألمانيا.